# El misterio del ataúd griego
Los escritores Dannay y Lee publican en 1932 en la Editorial Stokes de Nueva York "El misterio del ataúd griego", la cuarta de las novelas protagonizadaspor su detective aficionado Ellery Queen, bajo el título “The greek coffin mystery”, volviendo a hacer como en las anteriores un juego de palabras que incluye un gentilicio, pues “greek coffin” puede traducirse como “sarcófago” o literalmente “ataúd griego”.

## Argumento
Tras la muerte de Georg Kalkhis, un anciano comerciante griego, internacionalmente conocido como experto coleccionista de obras de arte, su abogado personal descubre que su testamento ha desaparecido y solicita la ayuda del fiscal del distrito. Cuando acude al lugar el inspector Queen de la Brigada de Homicidios de Nueva York, acompañado por su hijo Ellery, escritor de relatos de misterio, éste deduce que la única posible ubicación o escondite del documento es en el interior del ataúd del difunto.
Una vez exhumado, sin embargo, no aparece allí el texto de su última voluntad, pero sí que el cadáver está acompañado por el de un exconvicto con muestras de haber sido estrangulado. Ellery realiza un largo proceso deductivo a partir de la utilización de unas tazas de té en la casa del difunto, pero al final se muestra que se ha equivocado. Avergonzado por su embarazoso error, mantiene para sí las deducciones que sigue haciendo durante el caso en el que siguen apareciendo múltiples pistas: restos quemados, pinturas de Leonardo da Vinci con imperceptibles diferencias entre ellas, una gran cantidad de dinero, un nuevo muerto tras una puerta abierta (o quizás cerrada) y, finalmente, un error mecanográfico infinitesimal. Tras diversos finales parciales con sucesivas propuestas de solución, Ellery y su padre tienden una trampa al insospechado culpable.

## Significado y valoración crítica
En el texto original en inglés, los títulos de cada capítulo, formados por una sola palabra, conforman un acróstico que detalla: "The Greek Coffin Mystery by Ellery Queen”, aspecto que no puede ser reconocido en la versión castellana, que mantiene sus 34 capítulos numerados sencillamente. 
Con esta novela se inicia la costumbre de los autores de presentar el trabajo deductivo del protagonista a partir de sucesivos errores de interpretación y nuevas propuestas de solución a partir de nuevas pistas que, en este caso, como se expone en el capítulo final, llega a cuatro soluciones sucesivas en el desarrollo de la trama, hasta alcanzar al culpable definitivo, no sin antes haber realizado el correspondiente “desafío al lector” cuando ya todos los datos necesarios han sido expuestos.
En su prólogo, el habitual amigo anónimo J.J.McC afirma que este fue uno de los primeros casos de Ellery Queen, cuando aún no había logrado cristalizar su método analítico-deductivo, lo cual justifica los humillantes tropiezos en las diversas explicaciones de los crímenes, y que el asunto solamente aparece revelado en forma de novela cuando sus protagonistas ya se han retirado a Italia para descansar “en medio de sus laureles”, dato que la posterior evolución del personaje en las sucesivas novelas de la serie, desmiente totalmente.
En España la novela tuvo ediciones de Editorial Germán Plaza, en tomos de lujo de Aguilar y Carroggio, y más tardíamente en Ediciones Picazo y SGEL. El siguiente año Dannay y Lee publicaron “El misterio de la cruz egipcia” que, junto con la presente, constituyen dos hitos entre las novelas de intriga de “juego limpio” con el lector y son consideradas entre las mejores de su extensa producción literaria.